# Fontaine-Lavaganne
Fontaine-Lavaganne is een gemeente in het Franse departement Oise (regio Hauts-de-France) en telt 299 inwoners (1999). De plaats maakt deel uit van het arrondissement Beauvais. In de gemeente ligt het gesloten spoorwegstation Fontaine-Lavaganne.

## Geografie
De oppervlakte van Fontaine-Lavaganne bedraagt 6,7 km², de bevolkingsdichtheid is 44,6 inwoners per km².
De onderstaande kaart toont de ligging van Fontaine-Lavaganne met de belangrijkste infrastructuur en aangrenzende gemeenten.

## Demografie
Onderstaande figuur toont het verloop van het inwonertal (bron: INSEE-tellingen).